# Municipio de Burlington (Minnesota)
El municipio de Burlington (en inglés: Burlington Township) es un municipio ubicado en el condado de Becker en el estado estadounidense de Minnesota. En el año 2010 tenía una población de 1545 habitantes y una densidad poblacional de 16,87 personas por km².

## Geografía
El municipio de Burlington se encuentra ubicado en las coordenadas 46°45′44″N 95°44′33″O / 46.76222, -95.74250. Según la Oficina del Censo de los Estados Unidos, el municipio tiene una superficie total de 91.56 km², de la cual 86.02 km² corresponden a tierra firme y (6.06%) 5.55 km² es agua.

## Demografía
Según el censo de 2010, había 1545 personas residiendo en el municipio de Burlington. La densidad de población era de 16,87 hab./km². De los 1545 habitantes, el municipio de Burlington estaba compuesto por el 95.02% blancos, el 0.26% eran afroamericanos, el 1.23% eran amerindios, el 0.32% eran asiáticos, el 0.06% eran isleños del Pacífico, el 0.32% eran de otras razas y el 2.78% pertenecían a dos o más razas. Del total de la población el 1.36% eran hispanos o latinos de cualquier raza.